# Kumquat du Changshou
Espèce
Le Kumquat du Changshou, kumquat de Fukushu au Japon, est un kumquat couramment cultivé en Chine comme plante en pot, et partout ailleurs pour sa valeur ornementale. On a longtemps cru qu'il est un hybride de kumquats alors que la génomique a montré qu'il s'agit d'une espèce distincte résultant d'une spéciation ancienne antérieure aux kumquats cultivés.

## Dénomination
Synonyme de kumquat du Jiangsu car il est cultivé en climat chaud de Chine du sud : au Fujian, dans le Wenzhou, le Zhejiang, le Guangdong et commun à Taiwan (région de Yilan où il aurait été introduit pendant la période Daoguang).
En chinois 長壽金柑 (Chángshòu jīngān) signifie kumquat de longévité, il est aussi nommé 金棗 (Jīn zǎo) jujube dorée à Taïwan. En japonais 長壽金柑 / フクシュウキンカン (Fukuju kinkan) se dit souvent 大実金柑 (ōmikinkan) gros kumquat.
'Wenguangju' est une variété très proche classée comme un Fortunella obovata.

## Histoire
Rafinesque donne une brève primo description (1838, no 914) de Citrus obovata Raf. (Guillaumin pense qu'il traite d'une limette de Savastano soit une limette commune). Tanaka (1927) en fait l'espèce Fortunella obovata statut qui lui est retiré par Swingle (1943) qui le ramène à un hybride horticole ce qui était confirmé par Fantz (1988), infirmé par la suite.
Fortunella ×obovata hort. ex Tanaka est accepté.
Les obtenteurs taïwanais introduisent des variétés améliorées.

## Description

### Phylogénèse

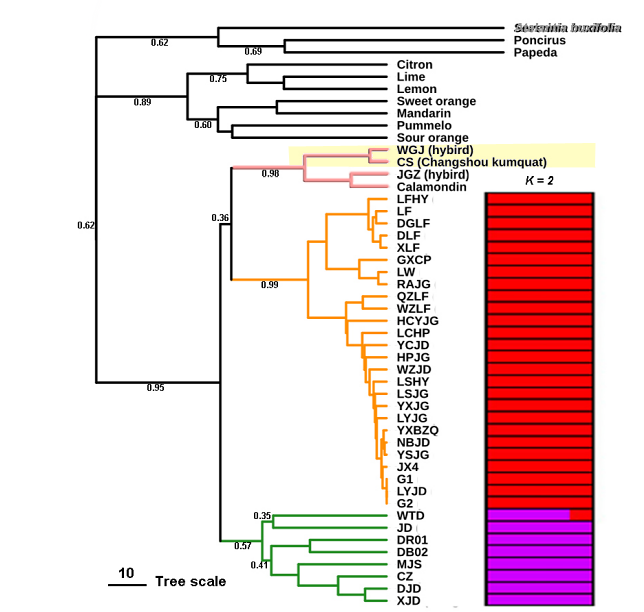
Arbre phylogénétique de 38 kumquats (Chenqiao Zhu 2022), avec le Kumquat du Changshou (CS surligné jaune). L'ancêtre commun du petit groupe rose est antérieur aux kumquats cultivés, dont il ne dérive pas.

Kiichi Yasuda et al. (2016) note chez F. obovata la présence de chromosomes de type E, type de chromosome élémentaire chez Citrus, ils considèrent donc qu'il est un hybride intergénérique entre Fortunella et Citrus ce dernier étant marginal. Chenqiao Zhu, Peng Chen et al. (2022) le confirment, ils ont établi un arbre phylogénétique de 38 variétés de kumquat et 10 agrumes chinois qui montrent la distance entre 4 accessions l'ornemental Wenguangju (WGJ) hybride avec parent femelle Fortunella sp. très proche de Changshou, F. obovata du Fujian (CS), le porte greffe JGZ et le calamondin Citrus madurensis du Fujian (SJJ) tous éloignées des kumquats cultivés et situées entre les kumquats sauvages de Hong Kong et Atalantia monophylla, Poncirus, Papeda C. ichangensis

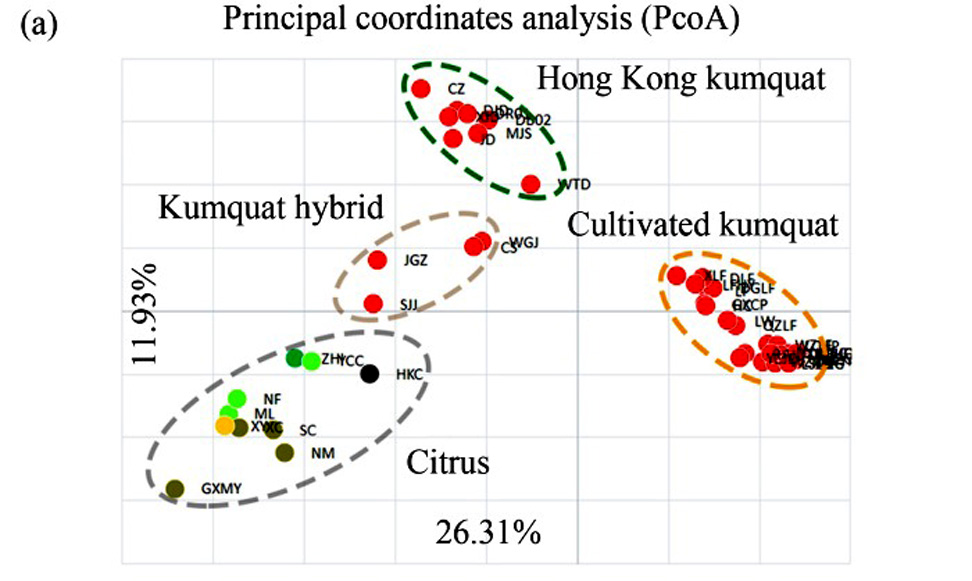
Le Kumquat du Changshou est proche du Kumquat sauvage Citrus hindsii.

### Phénotype
Petite plante buissonnante, compacte, vigoureuse, peu épineuse. Elle est cultivée en pot pour le nouvel an chinois. En culture en plein champs il est sensible à la gommose.
Fruit ovale d'un diamètre environ 2 cm, pèse jusqu'à 40 g, c'est le plus gros des kumquats, la peau et la pulpe sont aigres même si la teneur en acides aminés amers est relativement faible parmi les kumquats chinois celle des acides titrables est élevée, le nombre de graines est élevé. A Taïwan il est consommé confit et prend le nom de 金棗糕 (Jīn zǎo gāo) gâteau de jujube dorée, roulé dans le sucre ou enfin séché.

### Aliment fonctionnel
En ethnomédecine chinoise le « kumquat de longévité » est utilisé en phytothérapie. Les racines traitent les hernies, les œdèmes.
La teneur en flavones est la plus élevée parmi les flavonoïdes suivis par les flavanones. Parmi les métabolites secondaires le principal est l'acide sinapique, l'acide chlorogénique est l'acides phénoliques dominant et la N-méthyltyramine le principal alcaloïde. Kumquat du Changshou est le seul d'une sélection d'agrumes japonais à contenir des dérivés de rhoifoline et de chrysoériol (fortunelline, margaritène et isomargaritène).

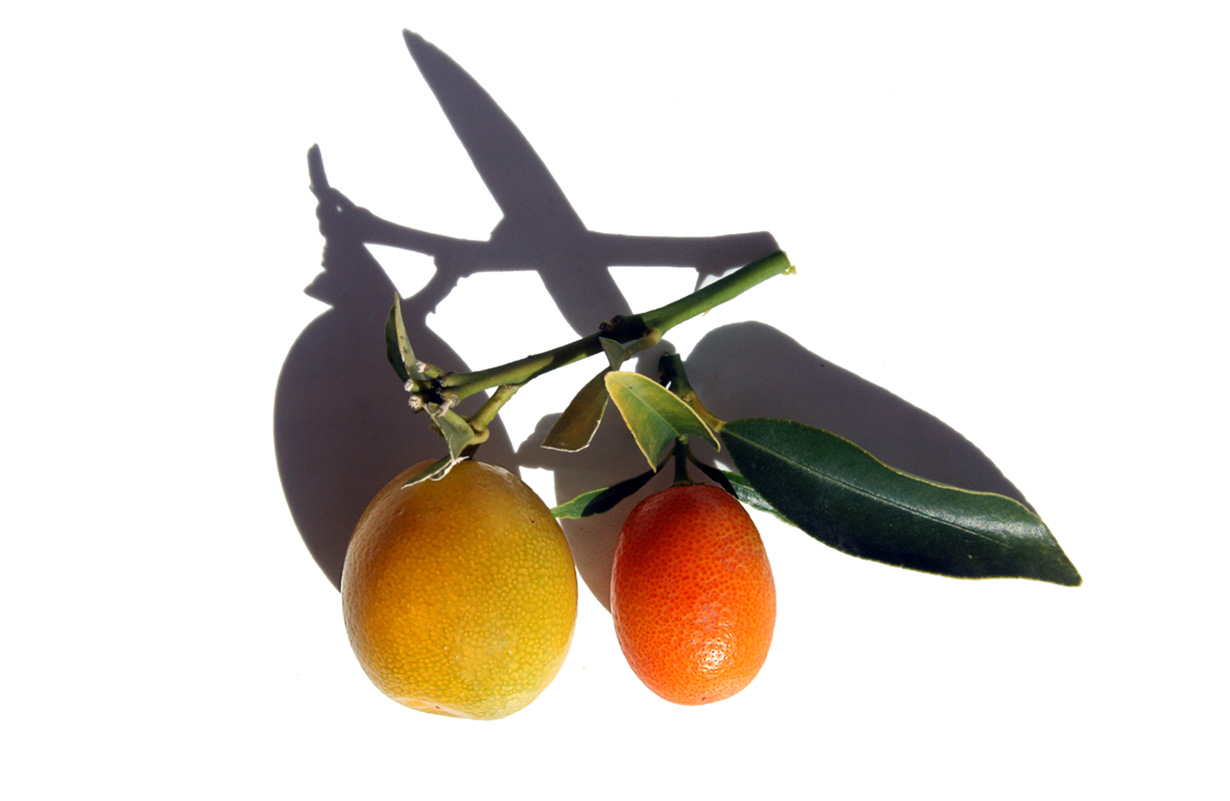
Kumquat du Changshou à gauche comparé au Kumquat 'Nagami' (ovale) à droite

La TFC teneur totale en flavonoïdes qui mesure l'activité antioxydante est basse comparée aux tangors japonais et à l'orange navel. Une comparaison visant à déterminer la qualité des fruits de six variétés de kumquat chinois (l'intérêt de kumquat est qu'il est mangé entier avec sa peau riche en composés fonctionnels) dans les domaines de la nutrition et des avantages fonctionnels classe F. obovata Wenguangju en tête (score composite 0.88 avec 14 principaux indicateurs de qualité et nutritionnels) devant Fortunella japonica (0.53) sur la base des contenus en acides aminés (17) en flavonoïdes, en acides phénoliques.

## Huile essentielle
L'analyse de l'HE est publiée en 2015 (Sylvain Sutour et al.) le limonène est extrêmement élevée (95,6 % ce qui est le cas généralement chez les kumquats mise à part des HE de F. japonica  var. margarita de Jeju [limonène 61,6 %] et d'un texan [limonène, 41,6 %], c'est le niveau le plus élevé chez les HE d'agrume spécialement avec l'extraction assistée ultra-sons) suivi de loin par le myrcène (1,4 %), le trans-Carveol (0,4 %), l'α-terpineol et le D germacrène (0,3 %). L'HE de F. obovata n'est malheureusement pas analysée comparativement aux kumquats de Corfou (2024).
En 2023, une première revue sur les substances fonctionnelles et potentiel thérapeutique de l'HE de kumquat (Zhijun Zeng et al.) rapporte différentes activités pharmacologiques de ces HE: antioxydantes, anti-inflammatoires, antiprolifératives et antihypertensives. Les auteurs développent les effets bénéfiques pour la santé du d-limonène abondant chez C. obovata (anti-inflammatoires, antioxydants, immunomodulateurs, anticancéreux, antihypertenseur, cardio-protecteur, réno-protecteur, hépato-protecteurs, pulmonaires-protecteurs et gastro-protecteurs) qui est reconnu non toxique par la Food and Drug Administration (2020) qui n'est pas synthétisé chimiquement ni produit par d'autres arômes d'agrumes.

## Pages connexes
- Kumquat, Kumquat de Rongan
- Agrumes chinois